# Kobe Port Tower
La Kobe Port Tower (神戸ポートタワー, Kōbe Pōto Tawā) est une structure hyperboloïde située dans le port de la ville de Kobe, au Japon. Cette tour haute de 108 mètres, nombre sacré dans le bouddhisme, a été achevée en 1963 et offre aux touristes une vue imprenable sur la baie d'Osaka grâce à une plateforme d'observation située à 90,8 mètres. Elle est actuellement utilisée en tant que tour de télécommunication. Sa forme est inspirée par le tsuzumi un type de percussion  portable.

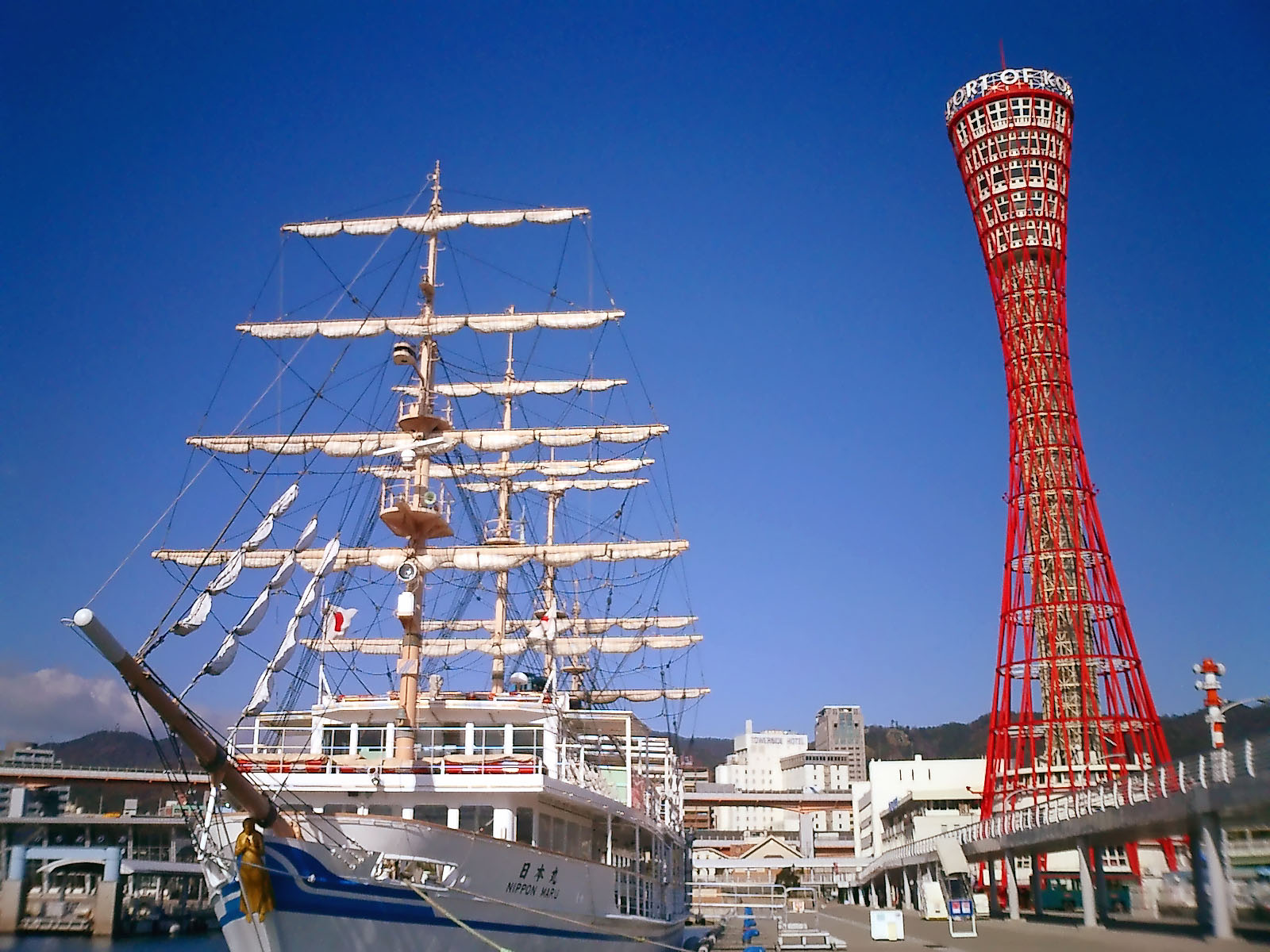
La réplique du Nippon Maru devant la Kobe Port Tower.
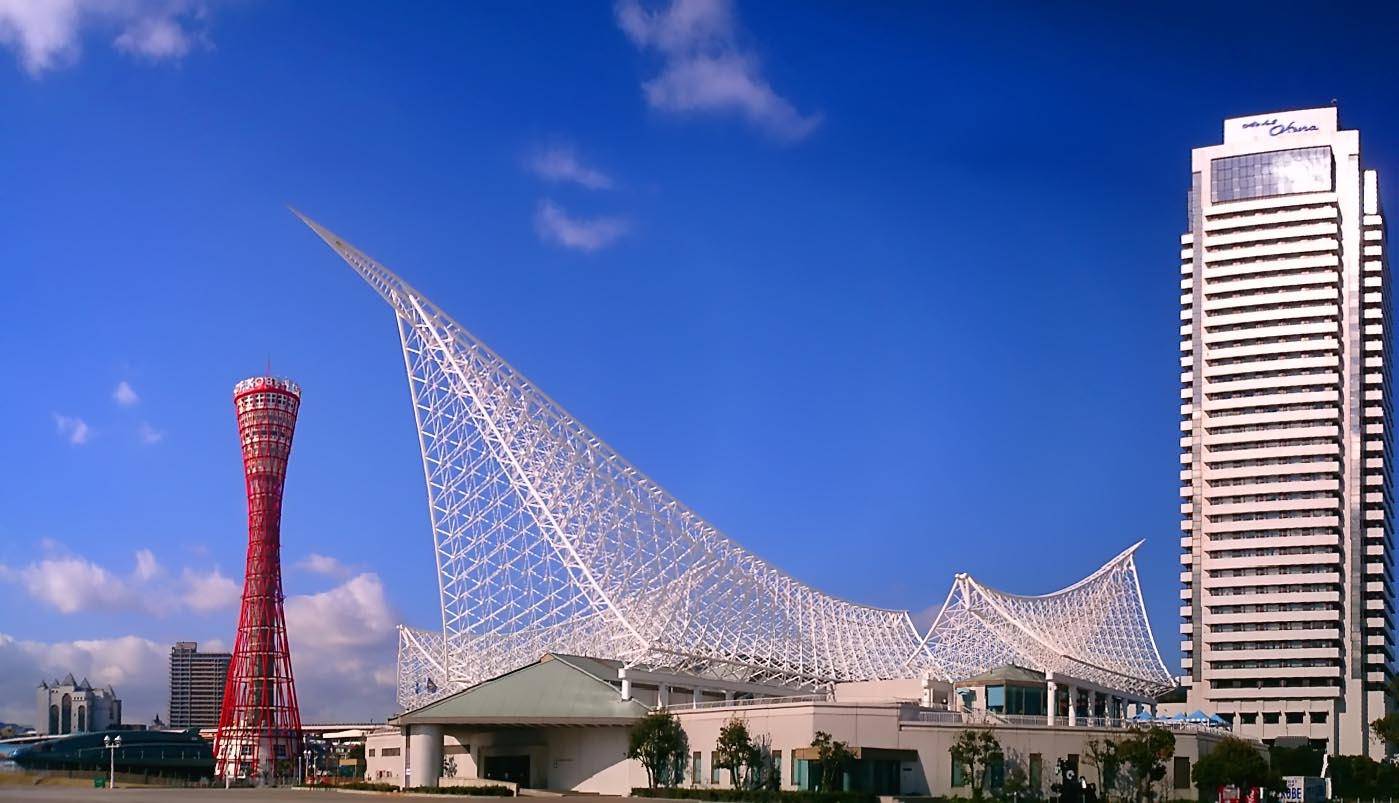
De gauche à droite: la Kobe Port Tower, le musée maritime de Kobe et la tour de l'hôtel Okura.
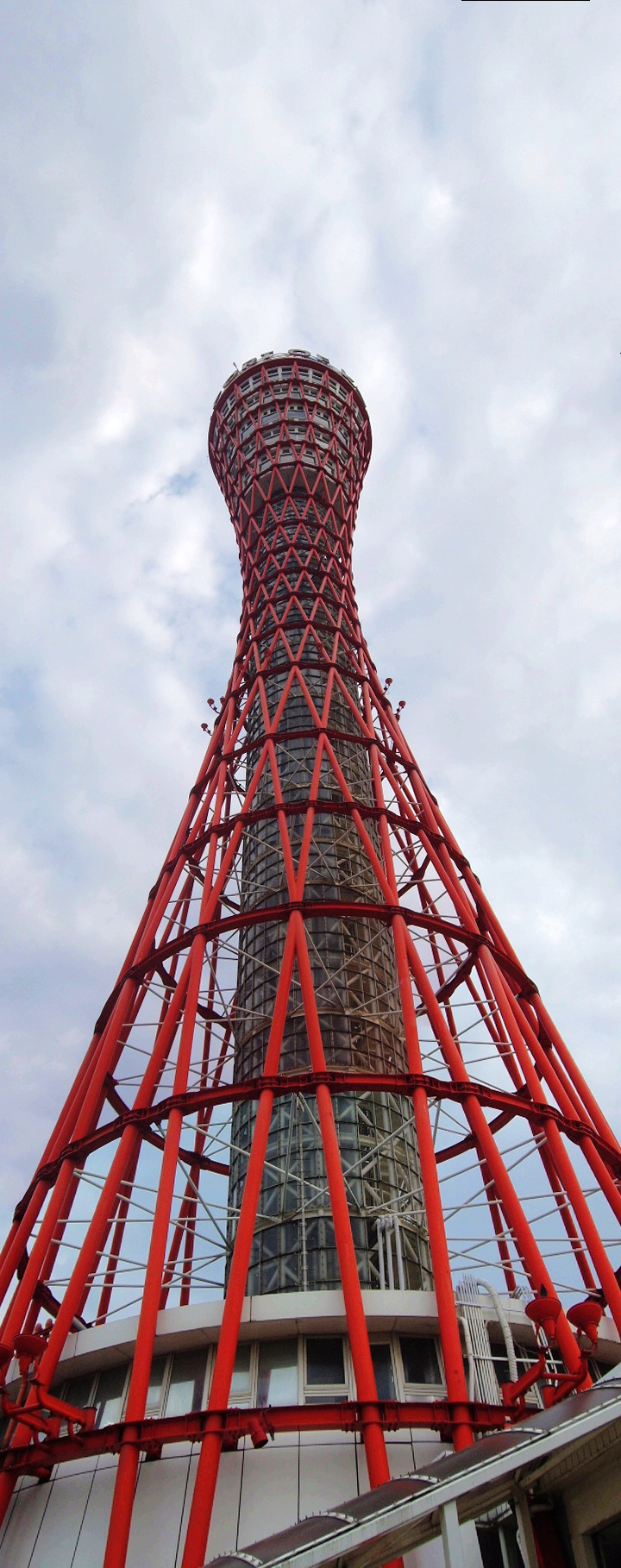
On peut voir très clairement la structure hyperboloïde de la tour.